# Бреннер (перевал)
Бреннер (нем. Brenner, итал. Brennero), пограничный перевал в восточных Альпах, расположенный между федеральной землёй Австрии Тироль и итальянской автономной провинцией Больцано.
Наиболее используемое дорожное соединение между Австрией и Италией, также имеет важное значение для южной Германии. В отличие от Швейцарских перевалов основные грузоперевозки приходятся не на железную дорогу, а на грузовики. Перевал Бреннер с высотой 1374 метра является самым низким перевалом главного альпийского гребня в центральных Альпах.
Этимология названия не ясна. Существует версия о том, что название перевала происходит от альпийской народности брени, существовавшей в античные времена, или от имени Бренна. Однако на картах наименование "Brenner" появляется только в XIV веке. Хотя римляне проложили дорогу через перевал во II веке н.э., основная римская дорога, Via Claudia Augusta, соединявшая Верону и Августу Винделикорум (нынешний Аугсбург), была построена раньше (в 46-47 гг. н.э.) и проходила западнее, через перевал Reshen. Значение Бреннера выросло при Священной Римской Империи; через него проходила Via Imperii, соединявшая германские и итальянские земли. На картах 806 года он отмечен как per alpes Noricas. В 1288 году в документах упоминается некий Prennerius, владевший здесь фермой, а в 1299 — уже конкретный Chunradus Prenner de Mittenwalde; считается, что ферма получила название в честь его фамилии, которая может восходить к подсечно-огневому способу земледелия. В 1328 году перевал первый раз называется в документах ob dem Prenner — около Преннера.
В XIX веке через перевал была построена одноимённая железная дорога.
Строительство шоссе через Альпы было предложено в 1957 году. Проект строительства горной дороги был реализован в 1960-е годы. В 1963 году был открыт мост Европы.